# Deutsche Phytomedizinische Gesellschaft
Die Deutsche Phytomedizinische Gesellschaft e. V. (DPG) mit Sitz in Braunschweig wurde 1949 in Fulda als „Vereinigung Deutscher Pflanzenärzte“ aus den Mitgliedern des „Verbandes Deutscher Pflanzenärzte“ mit Sitz Berlin wiedergegründet und ist die Standesorganisation der Phytomediziner. Der ehemalige Verband Deutscher Pflanzenärzte bestand als Vorgängerorganisation von 1928 bis 1937 und löste sich selbst aus Protest gegen den Nationalsozialismus auf. Die DPG ist heute eine wissenschaftliche Fachgesellschaft, die weit über die reine Standesvertretung hinaus wirkt. Die DPG ist als gemeinnützige Vereinigung anerkannt.

## Aufgaben und Ziele
Sie fördert
- die Forschung, Lehre und Beratung auf dem Gebiet der Phytomedizin, z. B. zu Krankheiten, Schädlingen, Unkrauteinflüssen oder Wachstumsstörungen an Kulturpflanzen, Maßnahmen zur Gesunderhaltung von Pflanzen und der praktischen Anwendung der Erkenntnisse.
- den Informationsaustausch zwischen allen Partnern der angewandten Phytomedizin einschließlich der Anwender und Verbraucher mit dem Ziel der Vermeidung der Entstehung nachteiliger Auswirkungen des Pflanzenschutzes auf Mensch, Tier und Umwelt.
- den wissenschaftlichen Erfahrungsaustausch auf nationaler und internationaler Ebene.

Der Verein erreicht dies durch folgende Aktivitäten:
- Organisation und Mitwirkung bei wissenschaftlichen Tagungen und Arbeitskreisen
- Pflege von Beziehungen zu Organisationen verwandter Zielsetzung sowie zu Fachkollegen im In- und Ausland.
- Mitgliedschaft in wissenschaftlichen Vereinigungen und Verbänden
- Öffentlichkeitsarbeit durch Vermittlung eines objektiven ausgewogenen Bildes über den modernen Pflanzenschutz.
- Intensive Förderung des wissenschaftlichen Nachwuchses
- Herausgabe der Mitteilung der Gesellschaft PHYTOMEDIZIN für die Mitglieder
- Herausgabe der Schriftenreihe SPECTRUM PHYTOMEDIZIN für die interessierte Fachöffentlichkeit.
- Herausgabe der internationalen Zeitschrift JOURNAL OF PLANT DISEASES AND PROTECTION als internationalem wissenschaftlichem Organ der DPG.
- Verleihung des Julius-Kühn-Preises, der Anton-de-Bary-Medaille, der Rudolf Heitefuß Auszeichnung für wissenschaftliche Leistung, des Nachwuchspreises für hervorragende Arbeiten auf dem Gebiet der Phytomedizin, der Ehrennadel der DPG und der Ehrenmitgliedschaft bzw. des Ehrenvorsitzes an verdiente Mitglieder und der Korrespondierenden Mitgliedschaft an Mitglieder ausländischer Vereine und Verbände ähnlicher Ausrichtung. Die DPG ist weiterhin Mitglied im Kuratorium für die Verleihung der Otto-Appel-Denkmünze für wertvolle wissenschaftliche und organisatorische Arbeiten auf dem Gebiet des Pflanzenschutzes.[2]

## Bekannte Phytomediziner
- Otto Appel (1867–1952), Berlin
- Günther Bachthaler (1927–2007), Freising
- Georg F. Backhaus (* 1955), Quedlinburg
- Eckard Beer (1944–2019), Oldenburg und Niedersachsen
- Johannes Behrens (1864–1940), Hildesheim
- Gabriele Berg (* 1963), Graz, Österreich
- Hans Blunck (1885–1958), Bonn
- Friedrich Boas (1886–1960), München
- Heinrich Buchenauer (* 1940), Stuttgart-Hohenheim
- Heinz Butin (1928–2021), Göttingen
- Gerd Crüger (1928–2019), Braunschweig und Berlin
- Holger B. Deising (* 1956), Halle-Wittenberg
- Klaus Werner Eichhorn (1938–1994), Neustadt an der Weinstraße
- Hartmut Fehrmann (1933–2020), Göttingen
- Falko Feldmann (* 1959), Braunschweig
- Walter Heinrich Fuchs (1904–1981), Göttingen
- Gustav Gassner (1881–1955), Lüneburg
- Friedrich Großmann (1927–2018), Stuttgart-Hohenheim
- Johannes Hallmann (* 1964), Münster
- Sherif A. Hassan (1939–2020), Darmstadt
- Friedrich Wilhelm Maier-Bode (1900–1953), Bonn
- Kurt Hassebrauk (1901–1983), Braunschweig
- Rudolf Heitefuß (1928–2020), Göttingen
- Ralph Hückelhoven (* 1969), Weihenstephan
- Werner Hunnius (1929–1983), München
- Karl Hurle (* 1939), Stuttgart-Hohenheim
- Johannes A. Jehle (* 1961), JKI Darmstadt
- Hanns-Heinz Kassemeyer (1949–2024), Freiburg im Breisgau
- Fred Klingauf (* 1936), Braunschweig
- Werner Koch (1933–2000), Stuttgart-Hohenheim
- Horst Lyr (1926–2025), Kleinmachnow und Eberswalde
- Anne-Katrin Mahlein (* 1981), Bonn und Göttingen
- Friedrich Wilhelm Maier-Bode (1900–1953), Bonn
- Bernhard Rademacher (1901–1973), Stuttgart-Hohenheim
- Annette Reineke (* 1968), Geisenheim
- Ernst Schaffnit (1878–1964), Bonn
- Otto Schlumberger (1885–1958), Berlin und Kleinmachnow
- Andreas von Tiedemann (* 1956), Rostock und Göttingen
- Ralf T. Vögele (* 1963), Stuttgart-Hohenheim
- Heinrich Carl Weltzien (1928–2020), Bonn
- Christian Winner (1927–2012), Göttingen
- Claus P. W. Zebitz (* 1950), Stuttgart-Hohenheim
- Volker Zinkernagel (* 1938), Freising-Weihenstephan

## Vernetzung
Die Gesellschaft ist Mitglied der Arbeitsgemeinschaft für Tropische und Subtropische Agrarforschung (ATSAF), des Dachverbandes wissenschaftlicher Gesellschaften der Agrar-, Forst-, Ernährungs-, Veterinär- und Umweltforschung e. V. (DAF e. V.), des Deutschen Nationalkomitees der International Union of Biological Sciences (IUBS) ( Deutsches Nationalkomitee Biologie (DNK)), in der International Association for the Plant Protection Sciences (IAPPS), der International Society for Plant Pathology (ISPP), der European Plant Science Organisation (EPSO) und der European Foundation for Plant Pathology (EFPP). Auf der Website der Gesellschaft befinden sich Hinweise zum internationalen Netzwerk der Phytomediziner.